# St. Mary (Trinidad y Tobago)
St. Mary es una parroquia de Trinidad y Tobago.

## Geografía
La parroquia abarca parte de la isla de Tobago y limita al norte con la parroquia de St. John, al sur con el océano Atlántico, al este con la parroquia de St. Paul y al oeste con las parroquias de St. David y St. George.

## Organización territorial
Consta de tres localidades:
- Glamorgan
- Goodwood
- Pembroke

## Demografía
Datos demográficos de la parroquia de St. Mary:
| Gráfica de evolución demográfica de St. Mary entre 2000 y 2011 |
|                                                                |